# Coșula
Coșula is een Roemeense gemeente in het district Botoșani.
Coșula telt 3009 inwoners.